# Maniaci sentimentali
Pour plus de détails, voir Fiche technique et Distribution.
Maniaci sentimentali est une comédie dramatique italienne réalisée par Simona Izzo, sortie en 1994.
Ce premier film de sa réalisatrice lui a valu le David di Donatello de la meilleure réalisatrice débutante et à Monica Scattini celui de la meilleure actrice dans un second rôle, tandis qu'Alessandro Benvenuti a reçu le Ciak d'oro du meilleur acteur dans un second rôle.

## Synopsis
Dans la maison de campagne où ils vivent, Mara et Luca se préparent à accueillir une réunion de famille à l'occasion de la première communion de leurs filles jumelles Sara et Giuditta. Le couple est en fin de vie et Mara a deviné depuis longtemps que son mari la trompe avec une autre femme. Luca, un scénariste temporairement au chômage, est également tourmenté par d'étranges fantasmes récurrents dans lesquels il a des relations homosexuelles avec son meilleur ami Sandro, un producteur de films.

## Fiche technique
- Titre original italien : Maniaci sentimentali[3],[4]
- Réalisateur : Simona Izzo
- Scénario : Simona Izzo, Graziano Diana (it), Giuseppe Manfridi
- Photographie : Alessio Gelsini Torresi (it)
- Montage : Angelo Nicolini
- Musique : Antonio Di Pofi
- Décors : Mariangela Capuano
- Producteurs : Simona Izzo, Ricky Tognazzi, Giorgio Leopardi
- Société de production : DIR International Film Union PN
- Société de distribution : United International Pictures
- Pays de production :  Italie
- Langue orisginale : italien
- Format : Couleurs - Son Dolby Surround
- Durée : 95 minutes
- Genre : Comédie dramatique
- Dates de sortie :
  - Italie : 8 avril 1994

## Distribution
- Ricky Tognazzi : Luca
- Barbara De Rossi : Mara
- Alessandro Benvenuti : Sandro
- Monica Scattini : Serena
- Veronika Logan : Giusy
- Alessandro Giannini : Maurizio
- Clelia Rondinella : Claudia
- Pat O'Hara : Mamy
- Stefano Benassi : Rodolfo
- Annamaria Cofani : Sara
- Giulia Cofani : Giuditta
- Edoardo Mottini : Edoardo
- Giuppy Izzo : Caterina Mongelli
- Nazarena D'Arpino : Nazarena
- Sergio Rossi : le père de Mara
- Germana Dominici : Laura